# Епплгейт (Мічиган)
Епплгейт (англ. Applegate) — селище (англ. village) в США, в окрузі Сенілак штату Мічиган. Населення — 241 особа (2020).

## Географія
Епплгейт розташований за координатами 43°21′34″ пн. ш. 82°38′21″ зх. д. / 43.35944° пн. ш. 82.63917° зх. д. (43.359512, -82.639197).  За даними Бюро перепису населення США в 2010 році селище мало площу 2,62 км², з яких 2,60 км² — суходіл та 0,02 км² — водойми.

## Демографія
Згідно з переписом 2010 року, у селищі мешкало 248 осіб у 95 домогосподарствах у складі 65 родин. Густота населення становила 95 осіб/км².  Було 111 помешкання (42/км²).
Расовий склад населення:
| - 93,1 % — білих - 3,2 % — чорних або афроамериканців - 2,4 % — азіатів - 1,2 % — осіб інших рас |

До двох чи більше рас належало 0,0 %. Частка іспаномовних становила 3,2 % від усіх жителів.
За віковим діапазоном населення розподілялося таким чином: 30,6 % — особи молодші 18 років, 57,3 % — особи у віці 18—64 років, 12,1 % — особи у віці 65 років та старші. Медіана віку мешканця становила 34,6 року. На 100 осіб жіночої статі у селищі припадало 83,7 чоловіків;  на 100 жінок у віці від 18 років та старших — 68,6 чоловіків також старших 18 років.
Середній дохід на одне домашнє господарство  становив 41 353 долари США (медіана — 36 094), а середній дохід на одну сім'ю — 43 261 долар (медіана — 41 071). Медіана доходів становила 26 667 доларів для чоловіків та 25 000 доларів для жінок. За межею бідності перебувало 11,8 % осіб, у тому числі 16,0 % дітей у віці до 18 років та 0,0 % осіб у віці 65 років та старших.
Цивільне працевлаштоване населення становило 134 особи. Основні галузі зайнятості: виробництво — 29,9 %, освіта, охорона здоров'я та соціальна допомога — 15,7 %, роздрібна торгівля — 13,4 %, мистецтво, розваги та відпочинок — 13,4 %.